# بمب‌گذاری ۲۰۰۴ قطار مادرید
صبح روز پنجشنبه ۱۱ مارس ۲۰۰۴ (۲۱ اسفند ۱۳۸۲) در مادرید، پایتخت اسپانیا، ده بمب در ساعات پرتردد در سه ایستگاه قطار منفجر و قطارهای مملو از جمعیت را متلاشی کرد. در این بمب‌گذاری‌ها ۱۹۱ نفر کشته ۲٬۰۵۰ نفر مجروح شدند.
دولت اسپانیا کوتاه زمانی پس از انفجارها گروه جدایی طلب باسک موسوم به اتا را به انجام این حمله متهم کرد.

## شرح واقعه
یازدهم مارس سال ۲۰۰۴ میلادی یکی از غم انگیزترین صفحات تاریخ اسپانیا در مادرید نوشته شد. در این روز خرابکارانی که گفته می‌شود به سازمان القاعده و جنبش جهادی مغرب وابسته‌اند، با بمبگذاری در پنج قطار شهری که حومه مادرید را به پایتخت مرتبط می‌ساخت، جان ۱۹۱ مسافر بیگناه را گرفتند. بیش از ۴۰۰ تن دیگر نیز در این بمبگذاری زخمی شدند. تروریست‌ها که گروهی از آن‌ها در روزهای بعد در درگیری با پلیس، با انفجار منزلی که در آن پنهان شده بودند دست به خودکشی زدند، در اطلاعیه‌های خود مدعی شدند که در اعتراض به حضور نظامی اسپانیا در عراق دست به این چنین جنایتی زده‌اند. ۱۱ مارس ۲۰۰۴ دقیقاً ۷۲ ساعت پیش از بازشدن حوزه‌های انتخاباتی در سراسر اسپانیا برای تجدید پارلمان و انتخاب نخست وزیر جدید بود. نظرسنجی‌های پیش از وقوع فاجعه نشان می‌داد که پیروزی حزب خلق به رهبری خوزه ماریا آزنار مسلم است. اما تصمیم دولت آقای آزنار در متهم ساختن جدایی طلبان باسک به بمبگذاری در قطارهای مادرید، همراه با ترس از اینکه اسپانیا به میدان عرض اندام خرابکاران اسلامی در اروپا تبدیل شود، اکثریت مردم را متقاعد ساخت که با رای دادن به حزب سوسیالیست قدرت را از دولت حزب خلق سلب کنند.
پس از حادثه بمبگذاری در قطار مادرید، هنگامیکه مأموران قصد دستگیری متهمان را داشتند، اعضای گروه موفق شدند خود را در داخل آپارتمانی در مادرید منفجر سازند.
در اسپانیا، یک قاضی مسئول پیگیری پرونده بمبگذاری ماه مارس گذشته در قطار مسافربری مادرید، حکم بازداشت یک تبعه سوریه را به نام «عدنان وکی» صادر کرد. وی روز چهارشنبه به اتهام حفظ ارتباط نزدیک با برخی از اعضای یک گروه ستیزه گر اسلامی که در توطئه بمبگذاری در قطار مسافربری مادرید، تحت بازداشت قرار دارد.
دادگاهی در اسپانیا، از میان بیست و هشت تن که متهم به دست داشتن در انفجار قطارهای شهری مادرید در سال ۲۰۰۴ میلادی بودند، بیست و یک نفر را به مجازات‌های سنگین محکوم کرد. هفت نفر از جمله یک مرد مصری که به طراحی این حملات تروریستی متهم بود، تبرئه شدند. ربیع عثمان سید احمد، موسوم به مصری، مردی که گفته می‌شود رهبری این بمبگذاری را برعهده داشته، اولین متهمی بود که روز پنجشنبه ۱۵ فوریه مورد سؤال قرار گرفت. وی به دادگاه گفت که در این حملات مشارکتی نداشته و آن‌ها را محکوم کرد.

## قربانیان
| ملیت      | قربانیان |
| --------- | -------- |
| اسپانیا   | ۱۴۲      |
| رومانی    | ۱۶       |
| اکوادور   | ۶        |
| لهستان    | ۴        |
| بلغارستان | ۴        |
| پرو       | ۳        |
| دومینیکن  | ۲        |
| کلمبیا    | ۲        |
| مراکش     | ۲        |
| اوکراین   | ۲        |
| هندوراس   | ۲        |
| سنگال     | ۱        |
| کوبا      | ۱        |
| شیلی      | ۱        |
| برزیل     | ۱        |
| فرانسه    | ۱        |
| فیلیپین   | ۱        |
| مجموع     | ۱۹۱      |